# Alexander Engels
Gustav Alexander Engels (* 6. Dezember 1871 in Breslau; † 21. Februar 1933 in Frankfurt am Main) war ein deutscher Theaterschauspieler.

## Leben
Engels, Sohn des Kaufmannes Wilhelm und Clara Engels, geb. Stendell, betrat, nachdem er das Real-Gymnasium in Thorn abgeschlossen (ursprünglich sollte er Theologe werden) und bei Heinrich Oberländer dramatischen Unterricht genossen hatte, in Elberfeld die Bühnenlaufbahn, wo er als „Leontes“ debütierte. 1895 kam er nach Breslau (Antrittsrolle „Faust“) und 1896 ans Hofburgtheater, wo er am 16. und 18. April als „Stauffacher“ und „Alba“ in Egmont gastierte. Engels blieb drei Jahre an dieser Hofbühne.
Wenngleich er sich verdienstlich ins Ensemble einzufügen verstand, wurde ihm doch nicht recht Gelegenheit zum gewünschten Wirkungskreis geboten und so wurde er 1899 Mitglied des Hamburger Thaliatheaters (Antrittsrolle „Hans Lange“).
Er verließ dasselbe jedoch nach nur einem Jahr wieder und trat 1900 in den Verband des Stadttheaters in Bremen, wo er sich als „Alba“ im Egmont vorstellte und seit dieser Zeit als gern gesehener Darsteller im Fache der Heldenväter und Pères nobles wirkte.
Engels war ein Schauspieler von künstlerischer Initiative, der gleichen Wert auf das gesprochene Wort wie das begleitende Spiel legte, und in beiden Richtungen schöne Erfolge vorzuweisen hatte. Es seien hervorgehoben: „Lear“, „Wallenstein“, „Meister Anton“ etc.
Später wirkte er noch am Hoftheater Braunschweig.
Darüber hinaus war Engels auch als Dichter tätig. 1893 erschien sein Gedichtband unter dem Titel Frühlicht und Dämmerdunkel beim Verlag Lucas in Elberfeld.
Engels heiratete am 5. Juli 1898 Magdalene Hüller, die Tochter des Hamburger Stadtbaumeisters Ferdinand Hüller und hatte mit ihr die Tochter Klara (* 1900).